# Citroën C4 Picasso
Citroën C4 Picasso — компактний мінівен, який виготовляє компанія Citroën з 2006 року, і який прийшов на заміну Citroën Xsara Picasso. Випускається у двох варіантах — п'ятимісному та семимісному (Citroën Grand C4 Picasso).
Навесні 2018 року Citroën оголосив про маркування всіх мінівенів з приставкою SpaceTourer. З тих пір автомобіль продається як Citroën C4 SpaceTourer і Citroën Grand C4 SpaceTourer.

## Перше покоління (2006-2013)

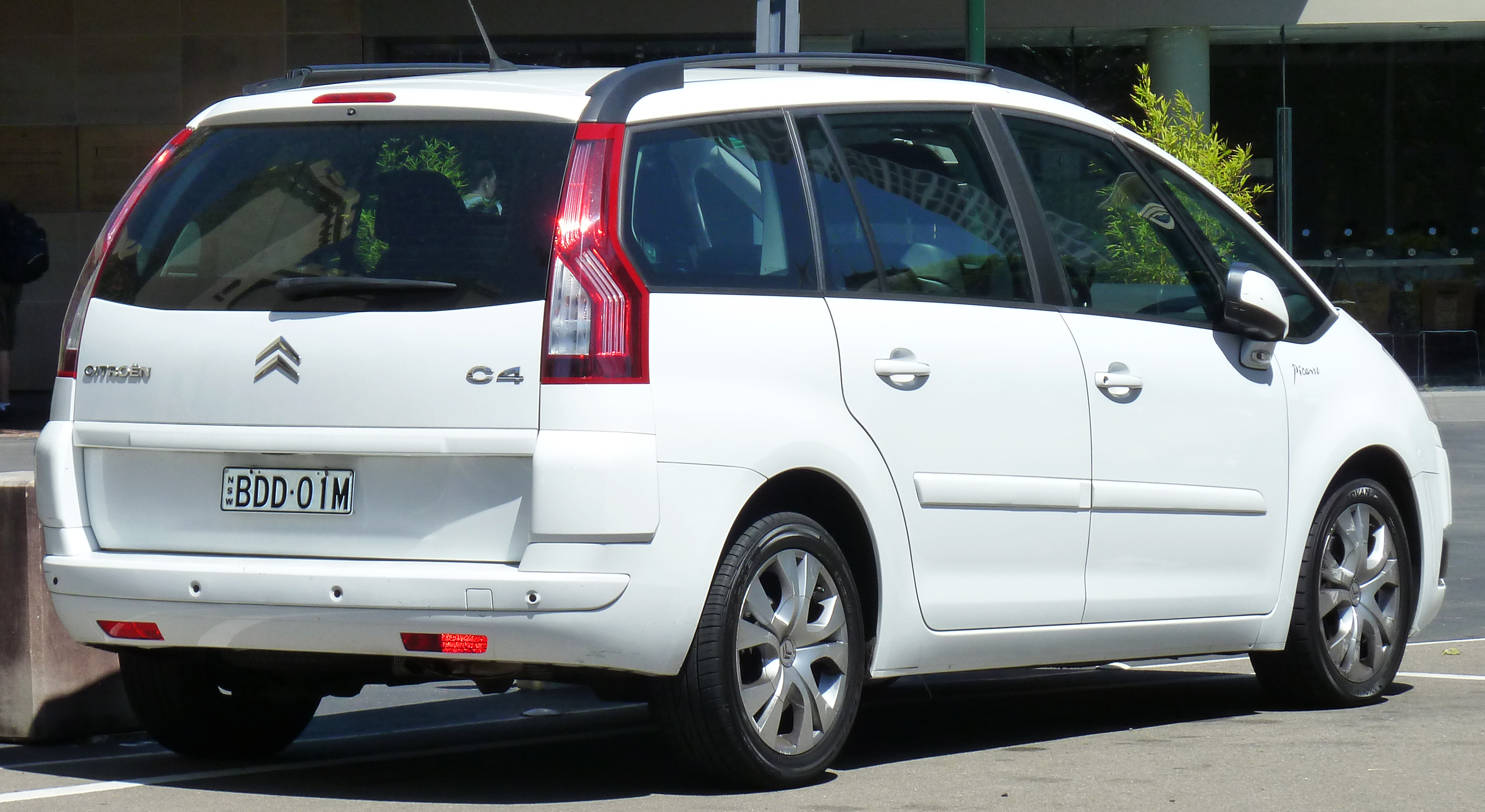
Citroën Grand C4 Picasso (2007–2010)

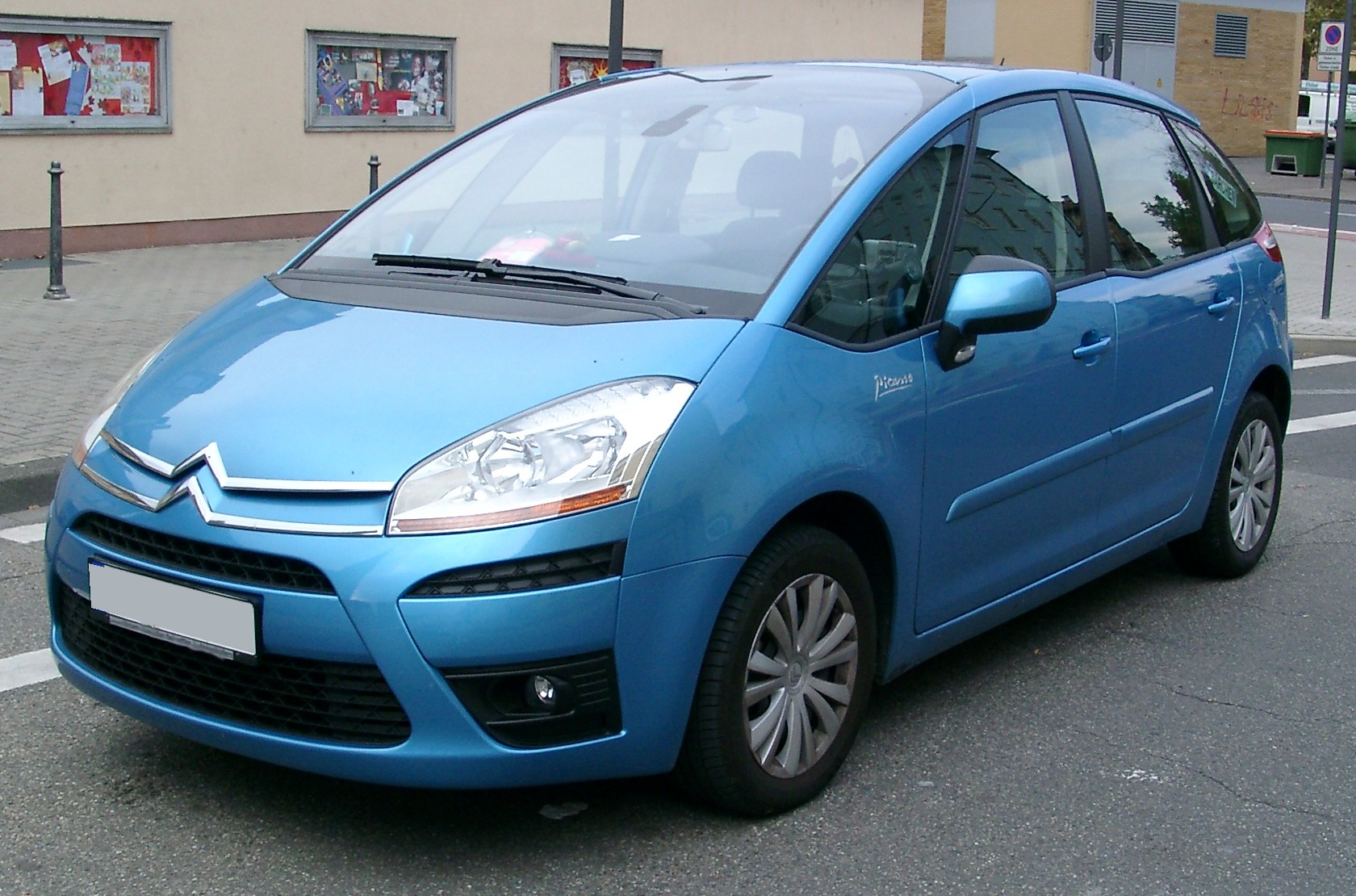
Citroën C4 Picasso (2007–2010)

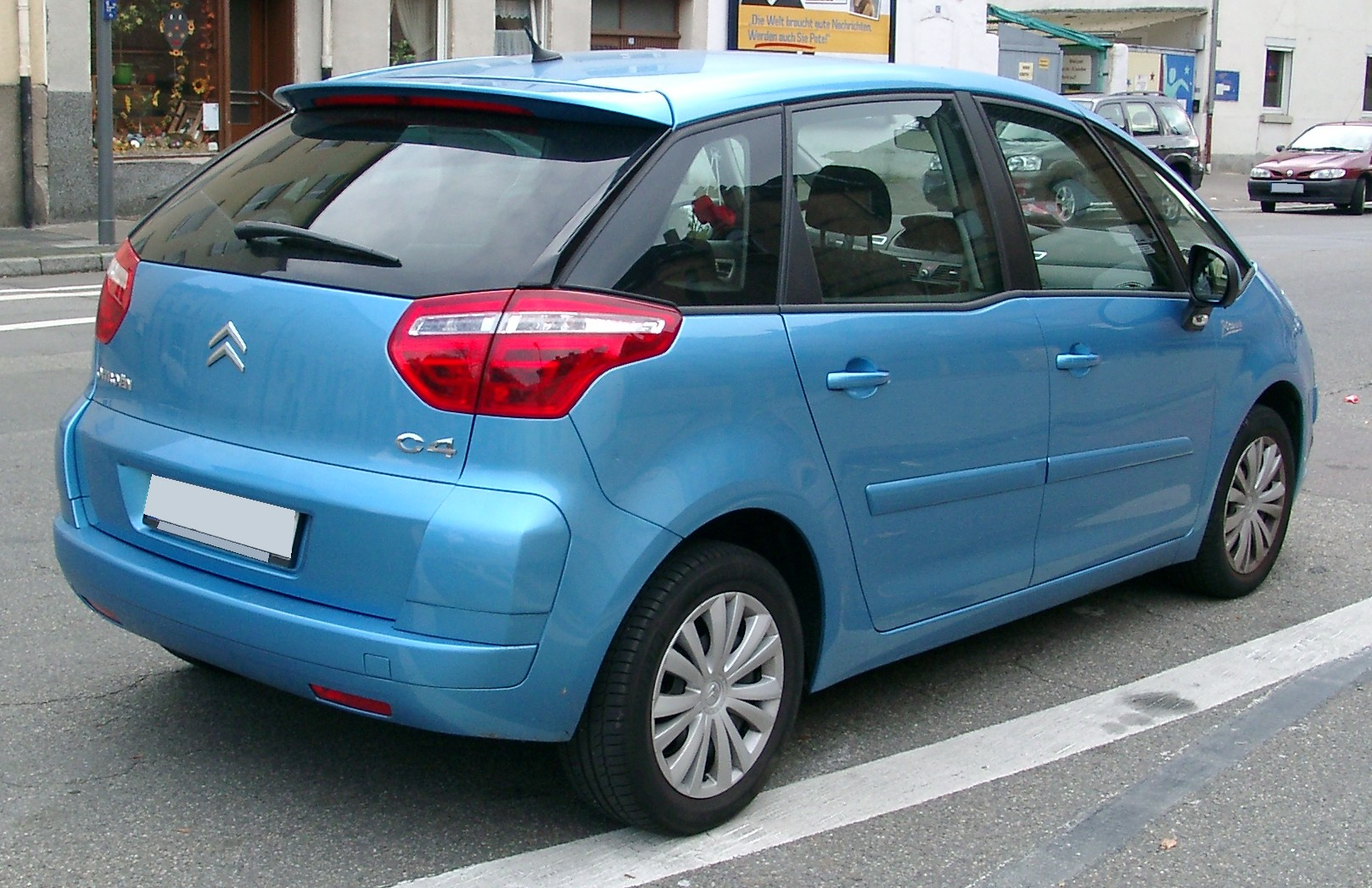
Citroën C4 Picasso (2007–2010)

Автомобіль вперше був представлений на Паризькій автомобільній виставці у вересні 2006 року у семимісному варіанті, а в січні 2007 року — у п'ятимісному. Мінівен має спільну базу та однакові двигуни із Citroën C4 та Peugeot 307 і продовжує співіснувати зі своїм попередником Citroën Xsara Picasso.
В 2010 році модель модернізували.

### Огляд
Друга модель C4 Picasso була офіційно представлена 5 січня 2007 року і показана на Женевській автомобільній виставці 2007 року. Щоб підкреслити різницю між версіями, семимісний варіант назвали «Великий» C4 Picasso (Grand C4 Picasso). C4 Picasso збирають на іспанському заводі PSA у Віґо.
Найбільш захоплюючою особливістю обох варіантів є гігантське лобове скло, яке закінчується практично за спиною водія і дозволяє насолоджуватися широким панорамним оглядом. Для того щоб закривати частину цього вікна конструкцією передбачені спеціальні рухомі шторки, які дозволяють створити комфортну атмосферу і у сонячну погоду.
Grand C4 Picasso є трохи більшим у порівнянні з іншими семимісними компактними мінівенами типу Mazda5 чи Renault Grand Scénic, і навіть більшим ніж деякі великі мінівени старого типу, напр. Citroën Evasion. Тому часто Grand C4 Picasso називають веном, хоча лінійка двигунів та внутрішній простір все ж відносять його до мінівенів.
Іншою цікавою особливістю є можливість замовити автомобіль з пневматичною задньою підвіскою (ця опція доступна не в усіх країнах). Ця підвіска є в цілому значно м'якшою і дозволяє змінювати кліренс при потребі.

### Двигуни
| Модель        | Об'єм    | Потужність        | Крутний момент           | Роки виробництва | КПП                       | Примітки        |
| ------------- | -------- | ----------------- | ------------------------ | ---------------- | ------------------------- | --------------- |
| Бензинові     |          |                   |                          |                  |                           |                 |
| VTi 120       | 1598 см³ | 88 kW (120 к.с.)  | 160 Нм при 4250/min      | 07/2008–03/2013  | 5-ст. МКПП                | спільно BMW/PSA |
| THP 140       | 1598 см³ | 103 kW (140 к.с.) | 240 Нм при 1400/min      |                  | 4-ст. АКПП (AL4)          |                 |
| THP 150       | 1598 см³ | 110 kW (150 к.с.) | 240 Нм при 1400–4000/min | 07/2008–08/2010  | EGS6                      |                 |
| THP 155       | 1598 см³ | 115 kW (156 к.с.) | 240 Нм при 1400/min      | 07/2010–03/2013  | EGS6                      |                 |
| 1.8 16V       | 1749 см³ | 92 kW (125 к.с.)  | 170 Нм при 3750/min      | 09/2006–06/2008  | 5-ст. МКПП                |                 |
| 2.0 16V       | 1997 см³ | 103 kW (140 к.с.) | 200 Нм при 4000/min      | 09/2006–08/2010  | EGS6 або 4-ст. АКПП (AL4) |                 |
| Дизельні      |          |                   |                          |                  |                           |                 |
| HDi 110 FAP   | 1560 см³ | 80 kW (109 к.с.)  | 240 Нм при 1750/min      | 09/2006–08/2010  | EGS6 або 5-ст. МКПП       |                 |
| e-HDi/HDi 110 | 1560 см³ | 82 kW (112 к.с.)  | 270 Нм при 1750/min      | 09/2010–03/2013  | EGS6 або 6-ст. МКПП       |                 |
| HDi 135 FAP   | 1997 см³ | 100 kW (136 к.с.) | 320 Нм при 2000/min      | 09/2006–08/2010  | EGS6 або 6-ст. АКПП       |                 |
| HDI 150       | 1997 см³ | 110 kW (150 к.с.) | 300 Нм при 1750/min      | 07/2009–03/2013  | EGS6                      |                 |
| HDI 150       | 1997 см³ | 110 kW (150 к.с.) | 340 Нм при 2000/min      | 07/2009–03/2013  | 6-ст. МКПП                |                 |
| HDI 165       | 1997 см³ | 120 kW (163 к.с.) | 340 Нм при 2000/min      | 09/2010–03/2013  | 6-ст. АКПП                |                 |

- EGS6 (електронна керована шестиступенева коробка передач)

### Коробки передач
- 4-ступенева автоматична
- 5-ступенева ручна
- 6-ступенева роботизована
- 6-ступенева автоматична

### Комплектації
- LX
- SX
- VTR+
- Comfort (залежить від країни)
- Exclusive
- Lounge (5-місний Picasso в Британії)

### Фото

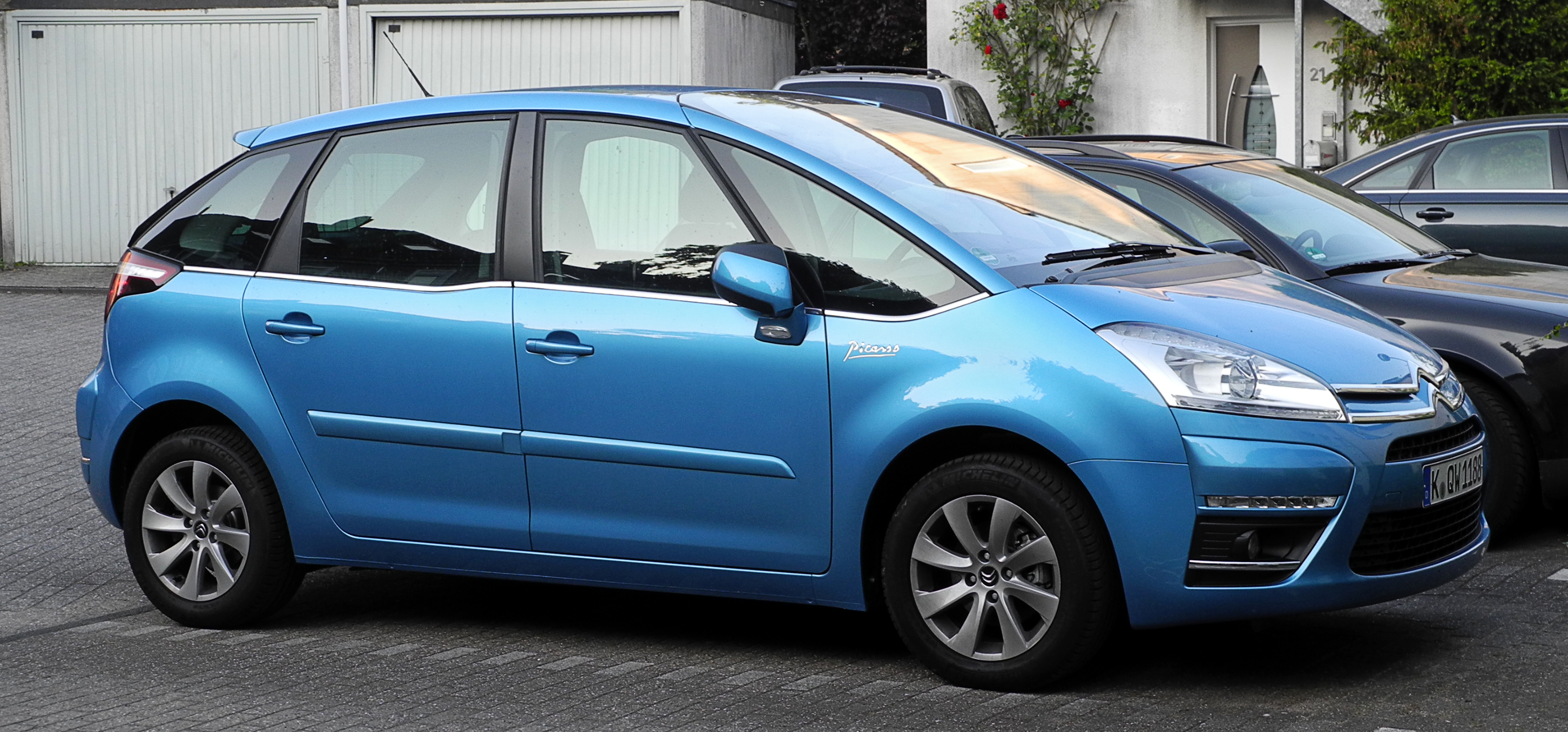
Citroën C4 Picasso (2010–2013)
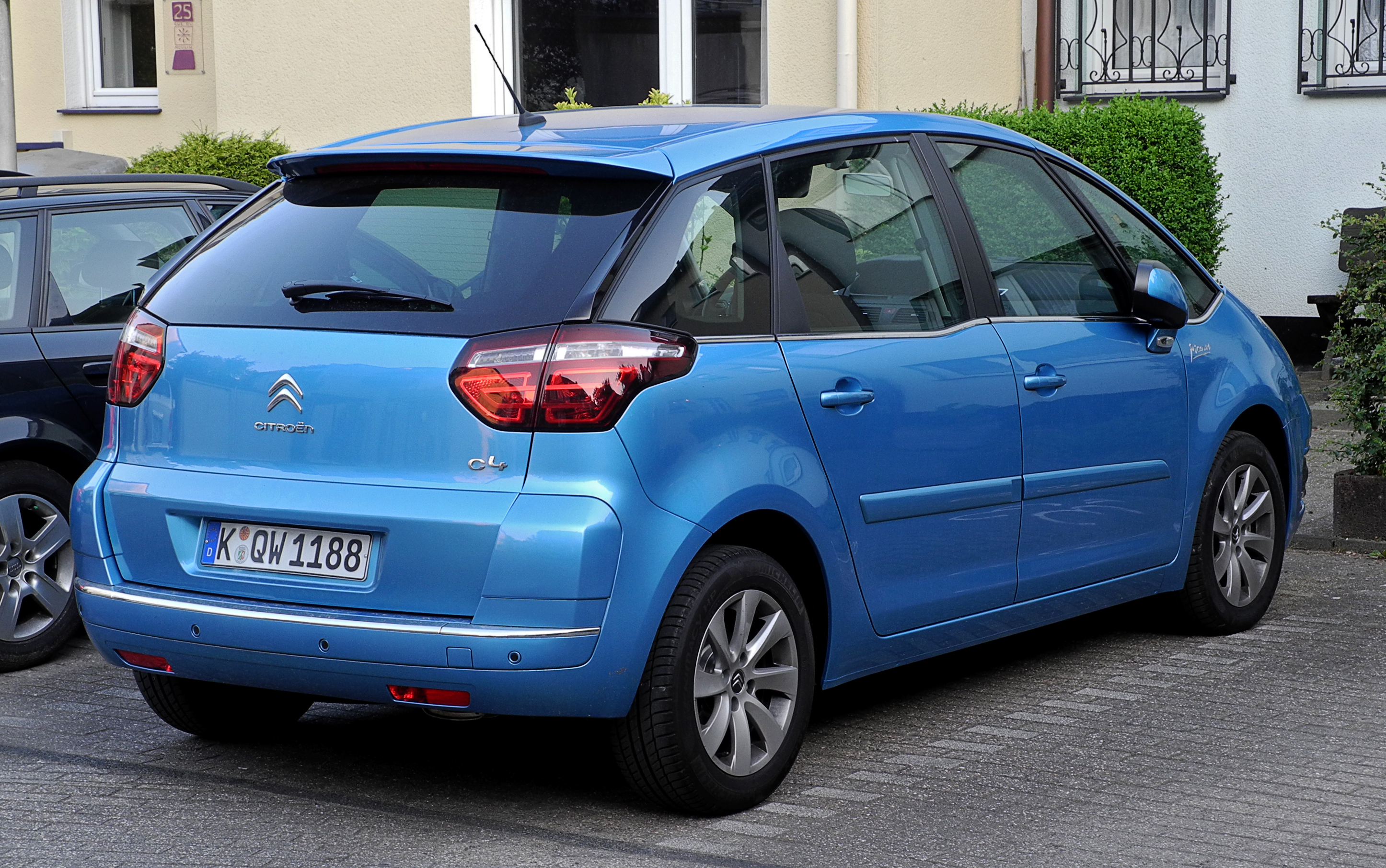
Citroën C4 Picasso (2010–2013)
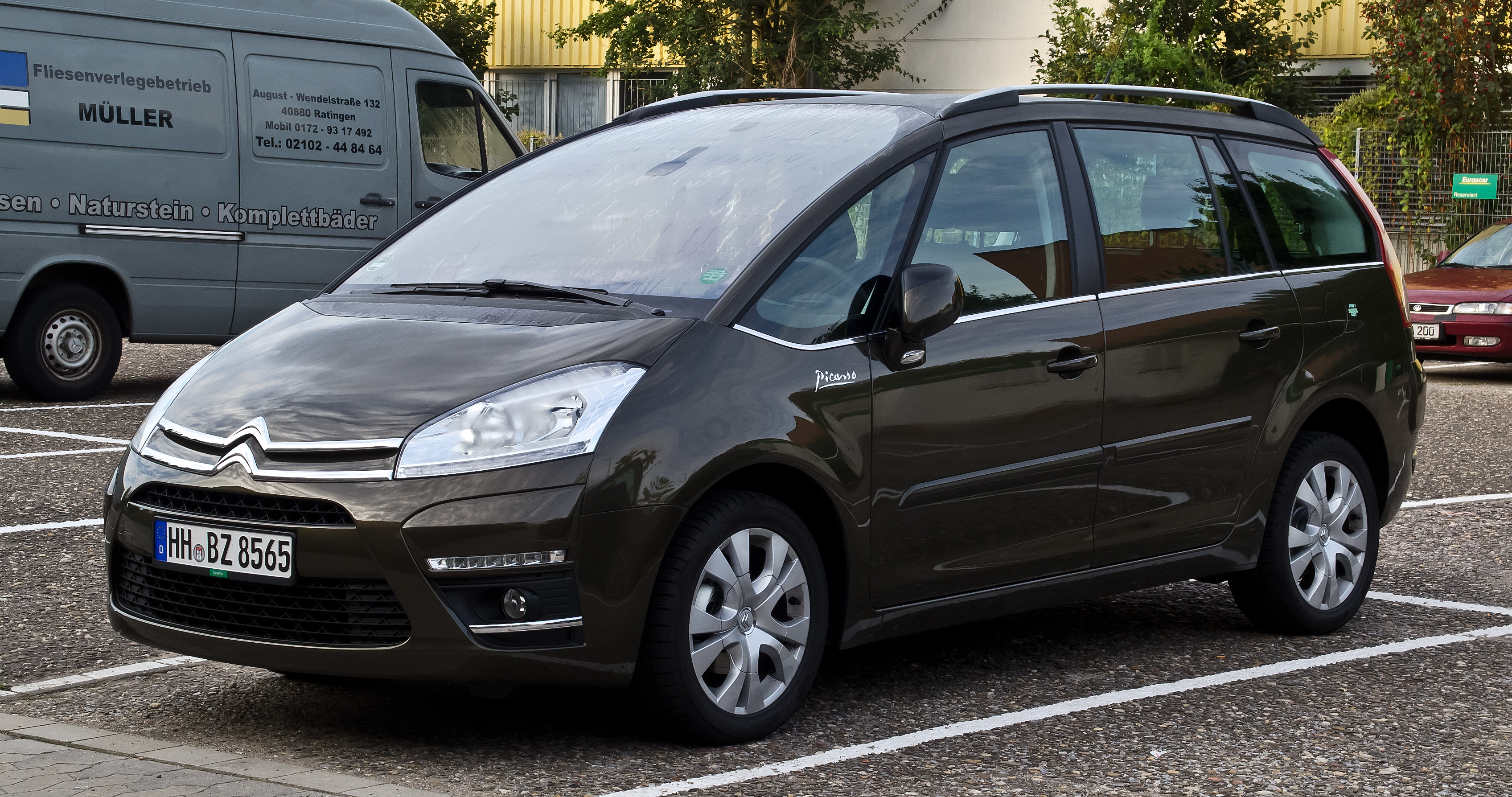
Citroën Grand C4 Picasso (2010–2013)
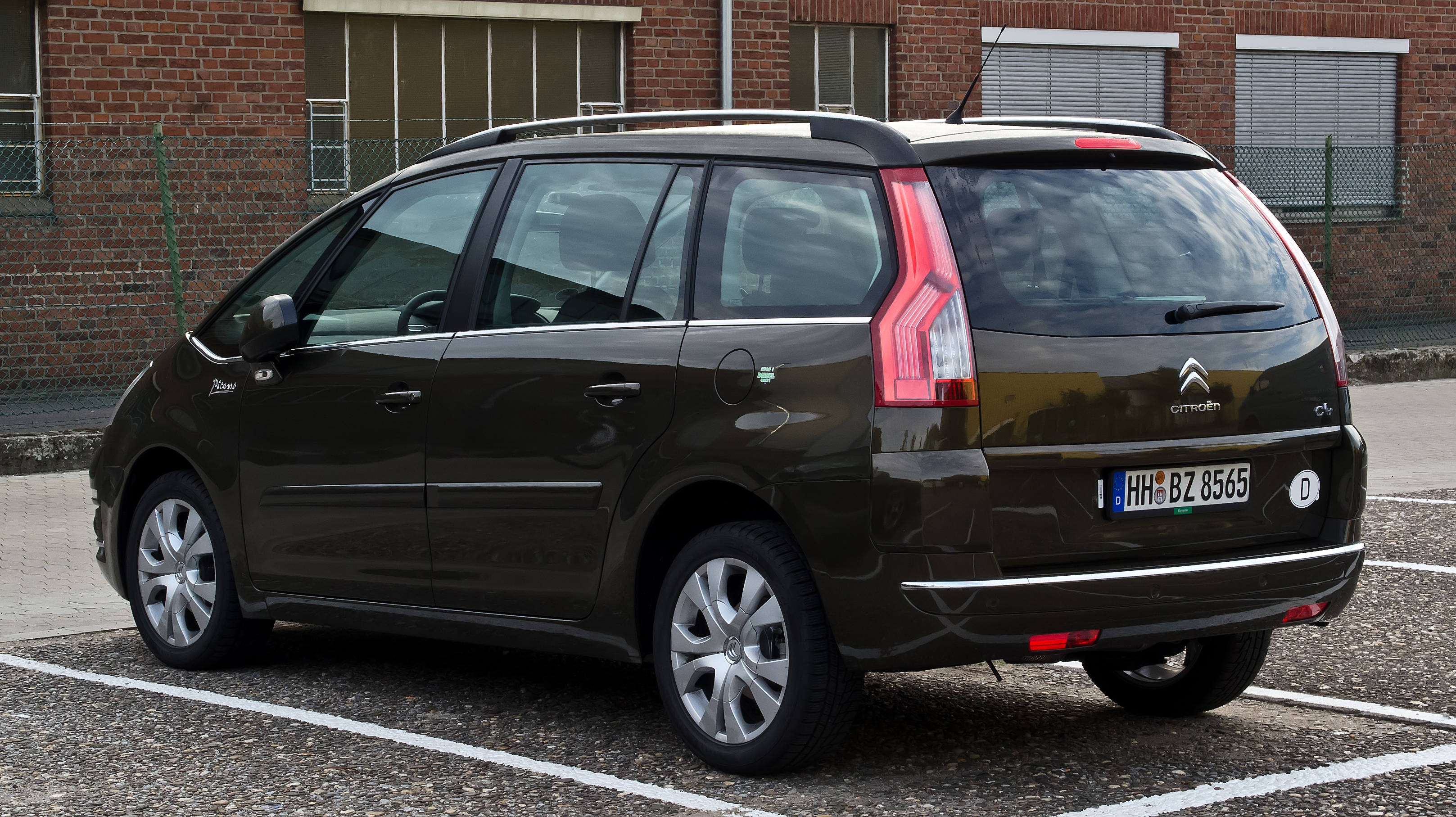
Citroën Grand C4 Picasso (2010–2013)

## Друге покоління (2013-2022)

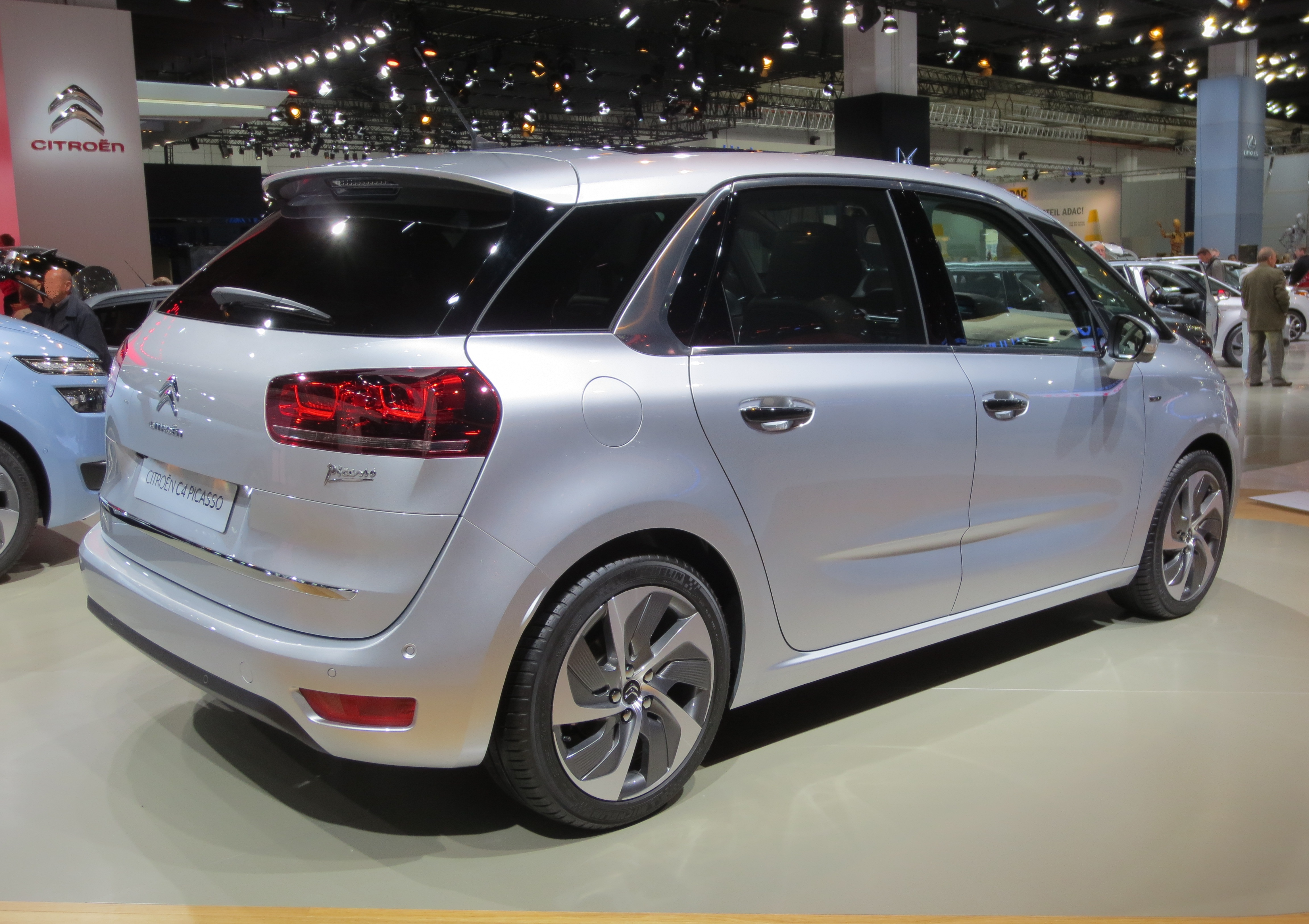
Citroën C4 Picasso II (2013–2016)

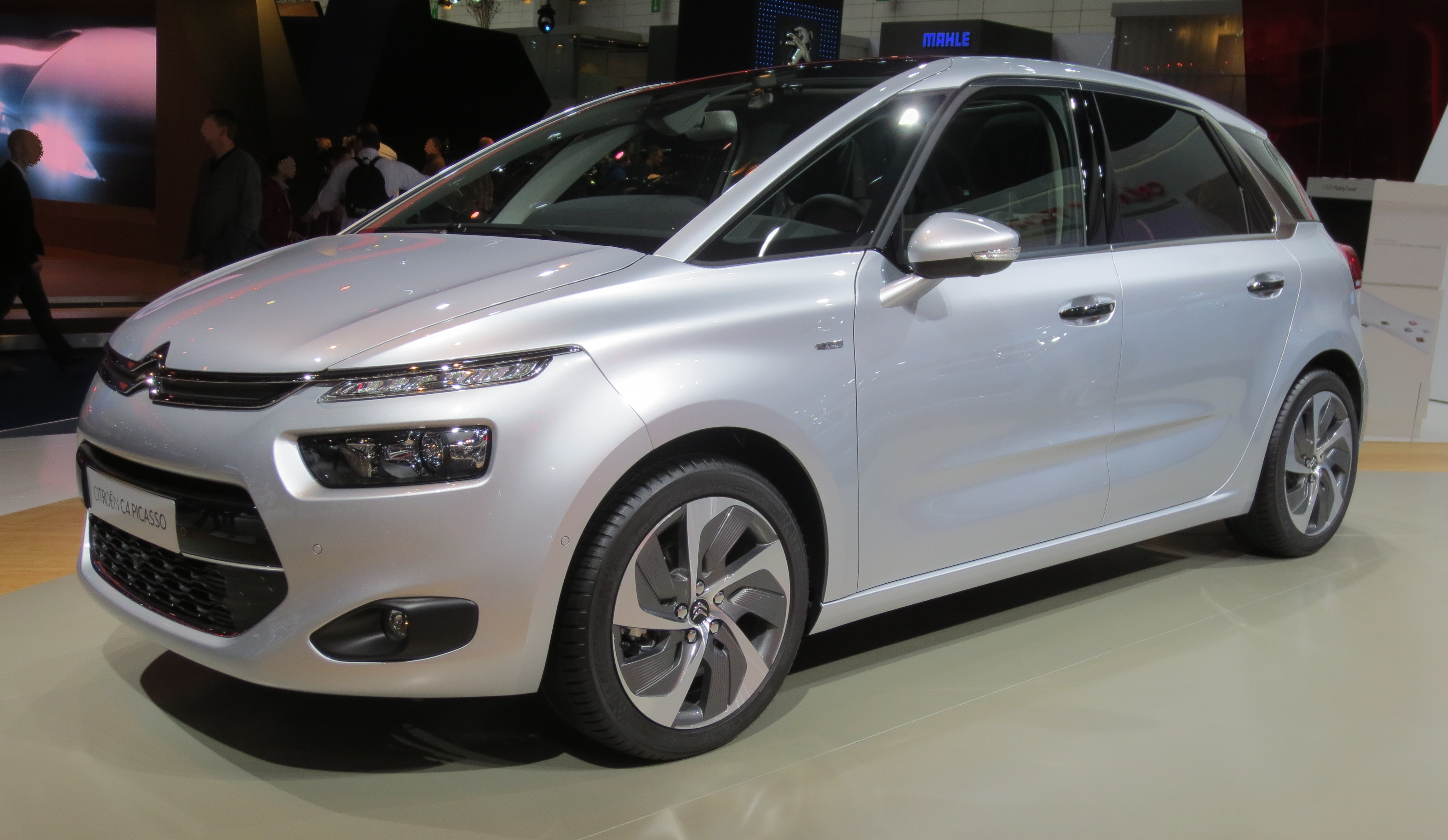
Citroën C4 Picasso II (2013–2016)

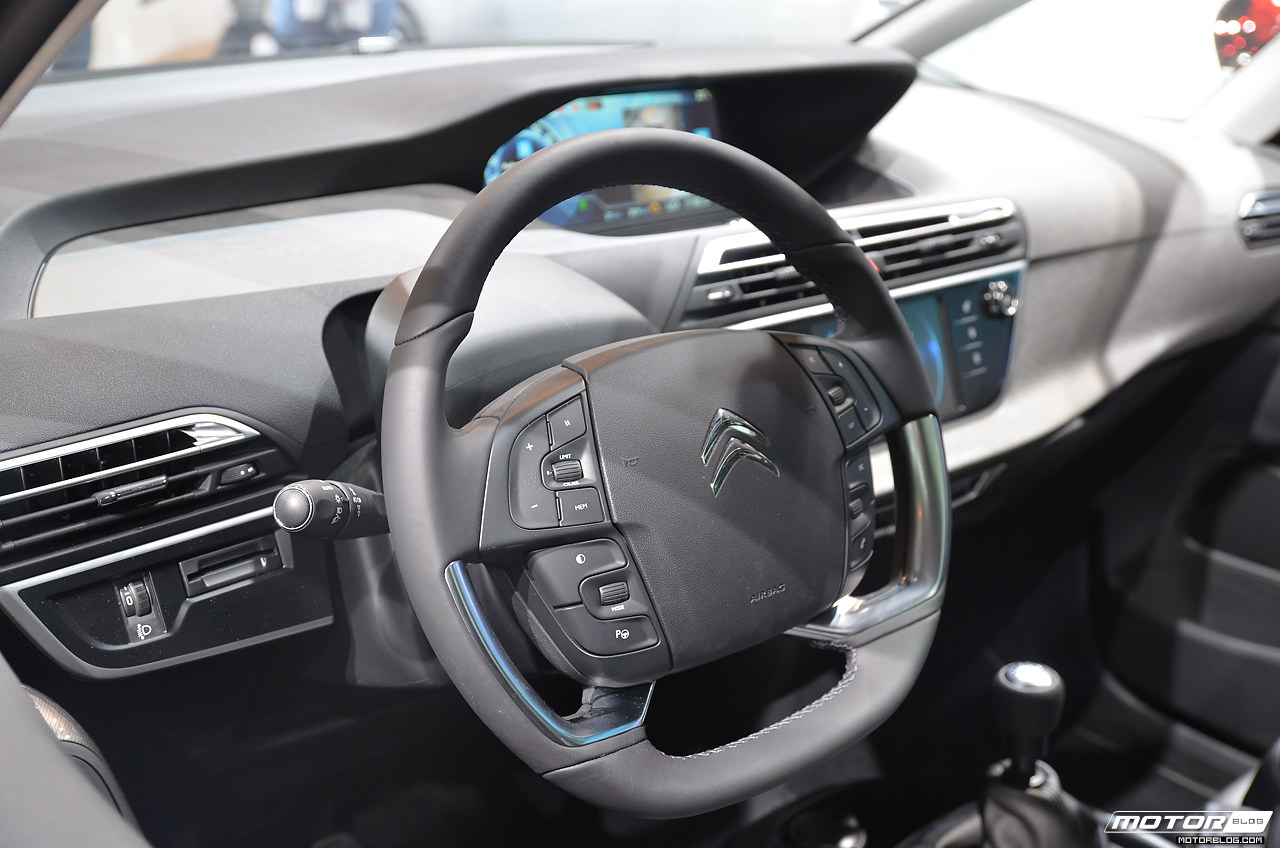
Салон Citroën C4 Picasso II

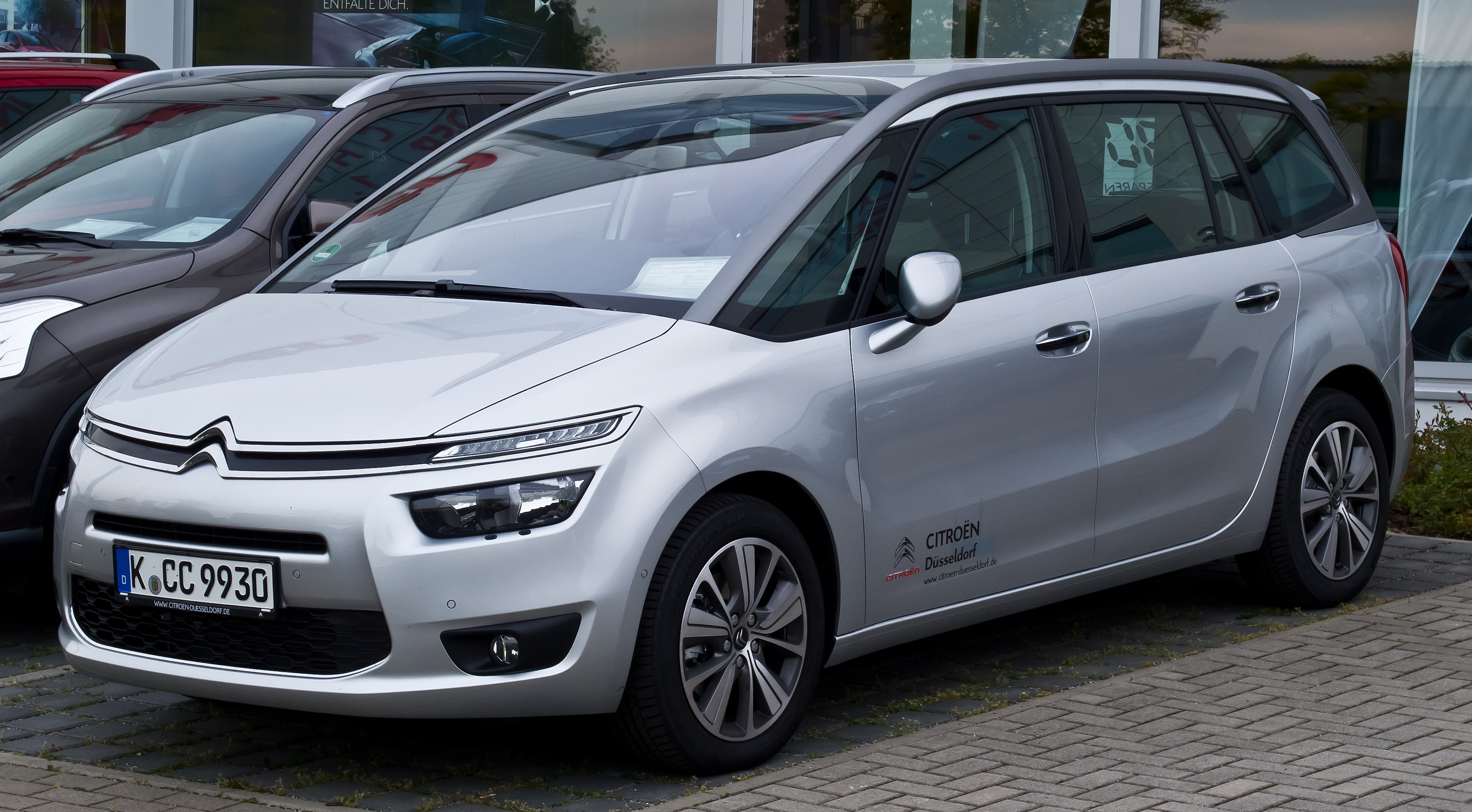
Citroën Grand C4 Picasso II (2013–2016)

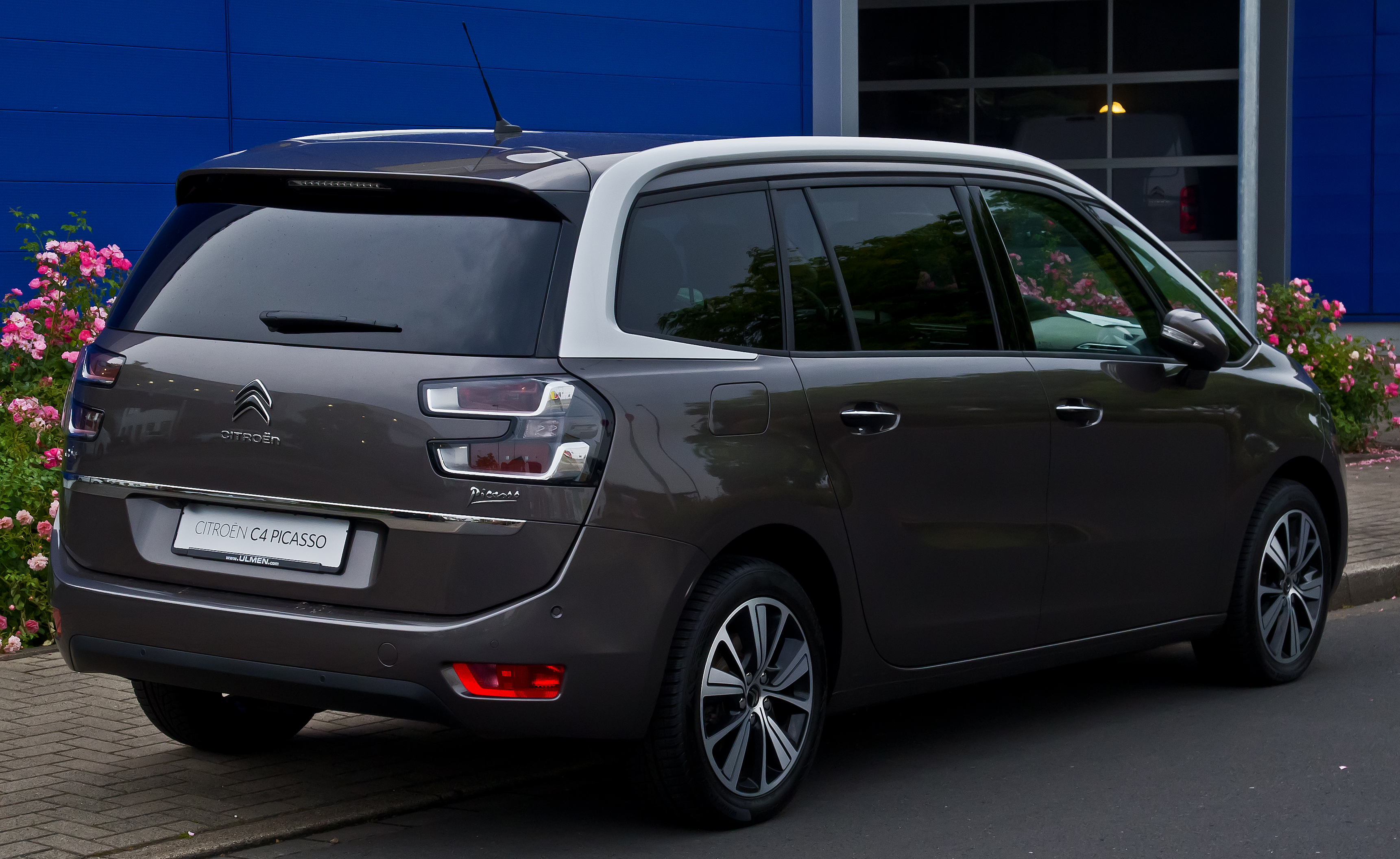
Citroën Grand C4 Picasso II (2016-2022)

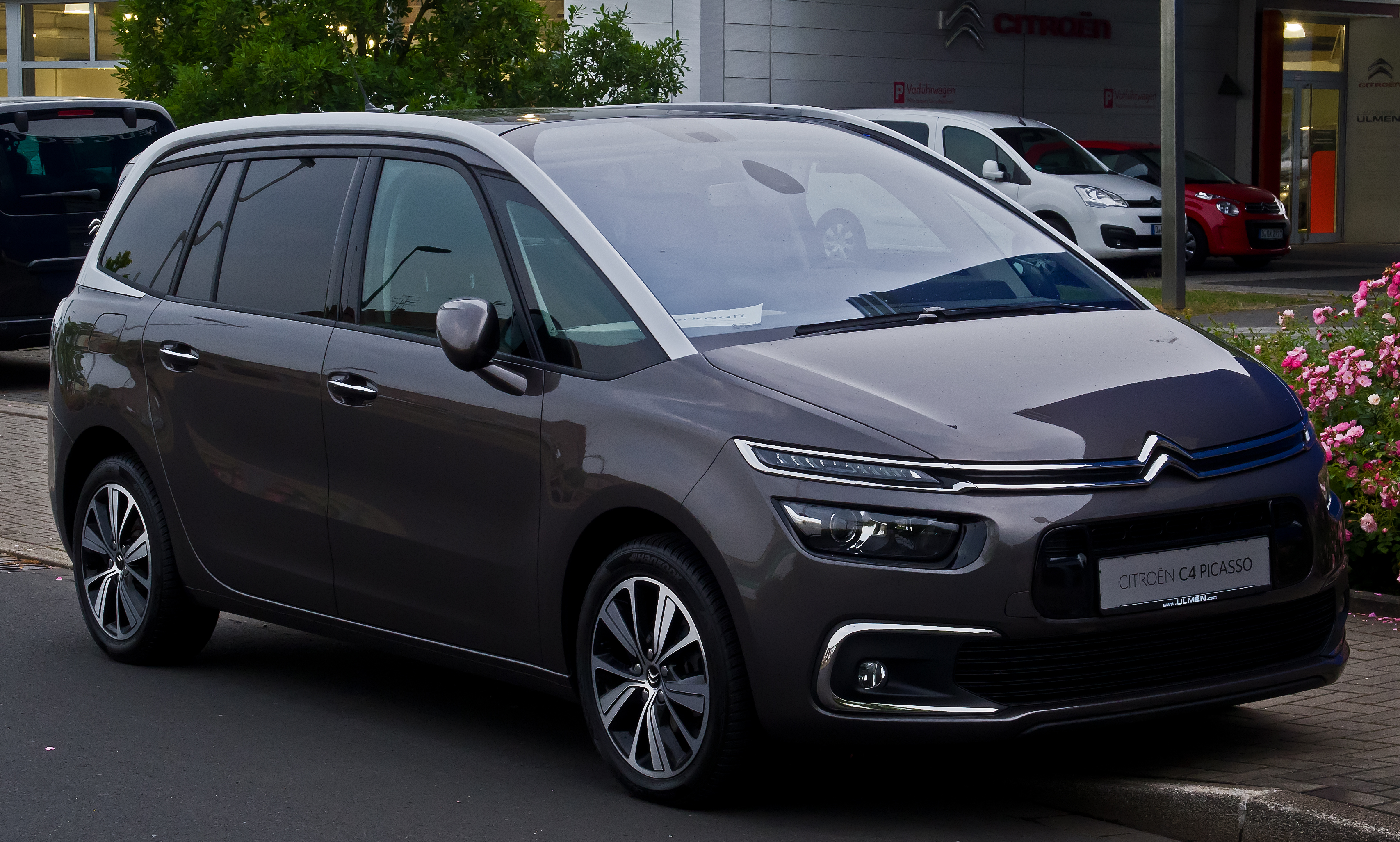
Citroën Grand C4 Picasso II (2016-2022)

15 червня 2013 року представлено друге покоління C4 Picasso, спочатку як п'ятимісний мінівен. Семимісний варіант буде випущений у вересні 2013 року.
Друге покоління C4 Picasso має передню незалежну підвіску, ззаду використана напівзалежна підвіска. Завдяки великому розміру колісної бази і внутрішніх габаритах салону, мінівен має самі просторими другим і третім рядом сидінь в сегменті, поряд з максимальним простором для ніг пасажирів (запас в колінах - 217 мм для другого ряду і 108 мм для третього). Крім того, нова архітектура кузова дозволила значно зменшити звіси автомобіля, передній зменшений до 11,6 см і є найкоротшим в класі. Нова платформа EMP 2 (Efficient Modular Platform 2) дозволила розмістити двигун на 50 мм нижче, на 20 мм знизити рівень підлоги, розширити колію (на 82 мм спереду і на 31 мм ззаду). Таким чином, досягнутий низький центр тяжіння, висока стійкість, краща маневреність. Завдяки активнішого використання високоміцних сталей зменшилася маса автомобіля (на 100 кг легше попередника), а алюмінієвий капот і композитна п'яті двері дали додаткову економію ваги в 40 кг.
Citroen C4 Picasso досить добре оснащений вже в базовій версії. Наприклад, стандартно пропонуються протитуманні фари, передні ДГЗ, дзеркала з електричним приводом і підігрівом. У салоні: кермове колесо зі шкіряним оздобленням та регулюванням по висоті і вильоту, система Stop & Start, бортовий комп'ютер, три незалежних складаються сидіння на другому ряду з поздовжнім регулюванням. Передбачено регулювання по висоті сидіння водія, складна спинка сидіння переднього пасажира, сітки і складаються столики в спинках передніх сидінь, регульовані підлокітники водія і переднього пасажира, знімне відділення для зберігання предметів для передніх пасажирів. Також в наявності клімат-контроль, охолоджуване рукавичок, повітроводи з регулюванням надходження повітря для пасажирів 2-го ряду; передні і задні електричні склопідйомники з функцією анти-затискання; панорамне вітрове скло з підвищеною шумоізоляцією; аудіосистема з USB / AUX / Bluetooth і 6 динаміків, сенсорний екран 7" для управління системами автомобіля. Дорожчі комплектації запропонують панорамний скляний дах, навігацію з голосовим керуванням, електропривод передніх сидінь, аудіосистему HiFi JBL з 8 динаміками, панорамний дисплей 12 дюймів з високим дозволом, електропривод кришки багажника, повітроводи для пасажирів третього ряду, і багато іншого.
У базі мінівен оснащений системами ABS, EBD, BAS, системою курсової стійкості ESP (включаючи антипробуксовувальну систему ASR), фронтальними, бічними і віконними подушками безпеки, круїз-контролем, електричним стоянковим гальмом і системою допомоги при старті в гору. Дорожчі виконання можуть запропонувати системи допомоги при паркуванні, автоматичного перемикання між ближнім і дальнім світлом, систему кругового огляду і попередження про перетин дорожньої розмітки, активний круїз-контроль; системи допомоги при перпендикулярному паркуванні, допомоги при паралельному паркуванні і виїзді з паралельного паркування. За стандартами Euro NCAP новий Citroen C4 Picasso отримав п'ять зірок з п'яти за успішне проходження краш-тестів і високий рівень оснащення системами безпеки.
Оновлення, які пережили моделі другого покоління у 2016 році, додали сучасності екстер’єру та технологічності інтер’єру. Комфортний та затишний, він пропонує саме те, чого очікуєш від автомобіля сімейного спрямування. До числа переваг автомобіля варто віднести практичність. Доступний Picasso у версіях на п’ять та сім місць. Суперниками версії на п’ять місць вважаються Renault Scenic, Ford C-MAX, BMW 2 Series Active Tourer, Volkswagen Touran та Mercedes B-Class. Версія на сім місць Grand C4 Picasso конкурує з Renault Grand Scenic, Ford S-MAX/Galaxy, SEAT Alhambra, VW Sharan та Vauxhall Zafira Tourer. 
Після оновлень 2016 року на вибір покупцеві пропонуються три комплектації: Touch Edition, Feel та Flair. Усі вони постачаються з двозонним клімат-контролем, задніми сенсорами паркування, інформаційно-розважальною системою з сенсорним екраном, круїз-контролем та індивідуальними задніми сидіннями, які складаються у рівень з підлогою. Модель Feel додасть: систему супутникової навігації, панорамне лобове скло та більші литі диски коліс. Топова Flair отримала: кришку багажного відділення з електроприводом, тоновані задні вікна, масажну функцію сидінь та ін. Семимісні версії мають таку ж комплектація як і п’ятимісні. Про безпеку піклуються: шість подушок, контроль стабільності та обмежувач швидкості. Моделі вищої комплектації додатково отримали: адаптивний круїз-контроль, систему попередження про можливе зіткнення та систему моніторингу сліпих зон. Система попередження про виїзд за межі смуги руху та адаптивні фари увійшли до опційного пакету «Serenity Pack». Окремо можна придбати камеру панорамного огляду.
На початку 2018 року автомобіль перейменували з C4 Picasso на C4 SpaceTourer (а Grand C4 Picasso на Grand C4 SpaceTourer). Невелика зміна полягає в тому, що автоматична коробка передач стала 8-ступінчастою, замість старої 6-ступінчастої.
C4 SpaceTourer знято з виробництва з середини 2020 року. 7-місний Grand C4 SpaceTourer випускався до липня 2022 року. 

### Безпілотні версії
До квітня 2016 року 4 безпілотні автомобілі Citroën C4 Picasso проїхали в сумі більше 20 000 кілометрів автошляхами Париж-Бордо та Париж-Віго. Планується випуск моделі, яка зможе рухатися автоматично "під наглядом" водія в 2018 році, а в 2020 році повністю автономних. 14 квітня 2016 року до саміту автовиробників і міністрів транспорту ЄС був приурочений автопробіг Париж-Амстердам. Було залучено 2 автомобіля, які рухалися в автоматичному режимі «eyes off» під наглядом двох блогерів і журналіста.

### Двигуни
Бензинові
- 1.2 PureTech 110/130
- 1.6 VTi 120
- 1.6 THP 155/165

Дизельні
- 1.6 HDi/e-HDi 90/115
- 1.6 BlueHDi 100/120
- 1.5 BlueHDi 130
- 2.0 BlueHDi 150/160